# Lobelia luzoniensis
Lobelia luzoniensis är en klockväxtart som först beskrevs av Christiaan Hendrik Persoon, och fick sitt nu gällande namn av Elmer Drew Merrill. Lobelia luzoniensis ingår i släktet lobelior, och familjen klockväxter.
Artens utbredningsområde är Filippinerna. Inga underarter finns listade i Catalogue of Life.